# Matthäus Friedrich Chemnitz

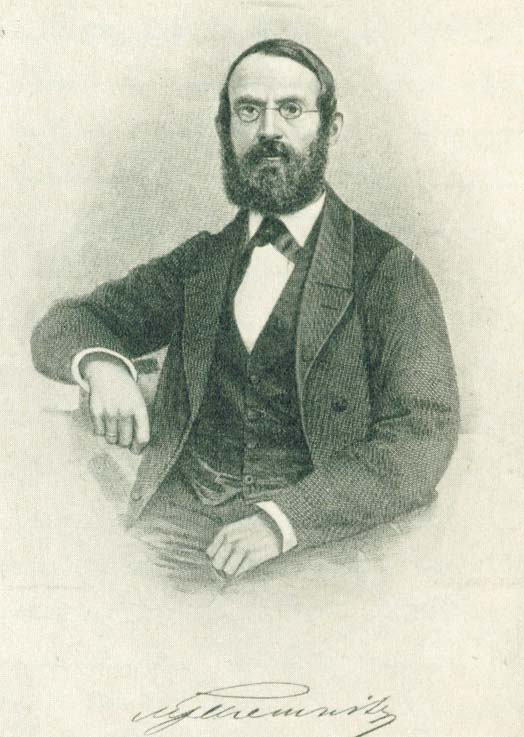
Matthäus Friedrich Chemnitz, zeitgenössisches Porträt

Matthäus Friedrich Chemnitz (* 10. Juni 1815 in Barmstedt; † 15. März 1870 in Altona) schrieb im Jahre 1844 den Text für das Lied Schleswig-Holstein meerumschlungen.

## Leben und Werk
Chemnitz wurde in Barmstedt als fünftes von 14 Kindern des Pastors Johannes Paul Chemnitz im Pastorat "An der Hörn" – dem Vorgängerbau des heutigen Pastorats Chemnitzstraße 9 – geboren. Zu seinen Vorfahren gehörte der Komponist und Organist Nicolaus Bruhns.

### Ausbildung
Sein Vater war zunächst Katechet, dann 2. Compastor an der Heiligen-Geist-Kirche und unterrichtete seinen Sohn bis zur Primareife selber. Matthäus Friedrich ging danach ans Christianeum in Altona, wo er 1835 sein Abitur machte. Der Vater starb 1834. Die Mutter musste deshalb mit ihren minderjährigen Kindern ins Predigerwitwenhaus in der Reichenstraße 16 umziehen. 1840 machte Chemnitz sein juristisches Staatsexamen in Kiel.

### Liedtext Schleswig-Holstein meerumschlungen
Er ging anschließend nach Schleswig, wo er sich als Staatsanwalt und Advokat niederließ. Dort wurde er Turner und schloss sich bald der Schleswiger Liedertafel an. Seine Bekanntschaft mit dem Kantor am St.-Johannis Kloster, Carl Gottlieb Bellmann, führte zur Entstehung des Liedes Schleswig-Holstein meerumschlungen.
Dieses hatte am 24. Juli 1844 seine Premiere beim "Schleswiger Sängerfest", wo blau-weiß-rote Fahnen als Symbol für Schleswig-Holstein gezeigt wurden. Es folgten im Juni 1845 das „Deutsche Volks- und Sängerfest“ in Eckernförde, das „Norddeutsche Sängerfest“ in Lübeck und im August 1845 das „Sängerfest in Würzburg“, bei dem die blau-weiß-rote Fahne mit dem schleswig-holsteinischen Wappen gezeigt wurde.

### Zuflucht in Hamburg und Würzburg

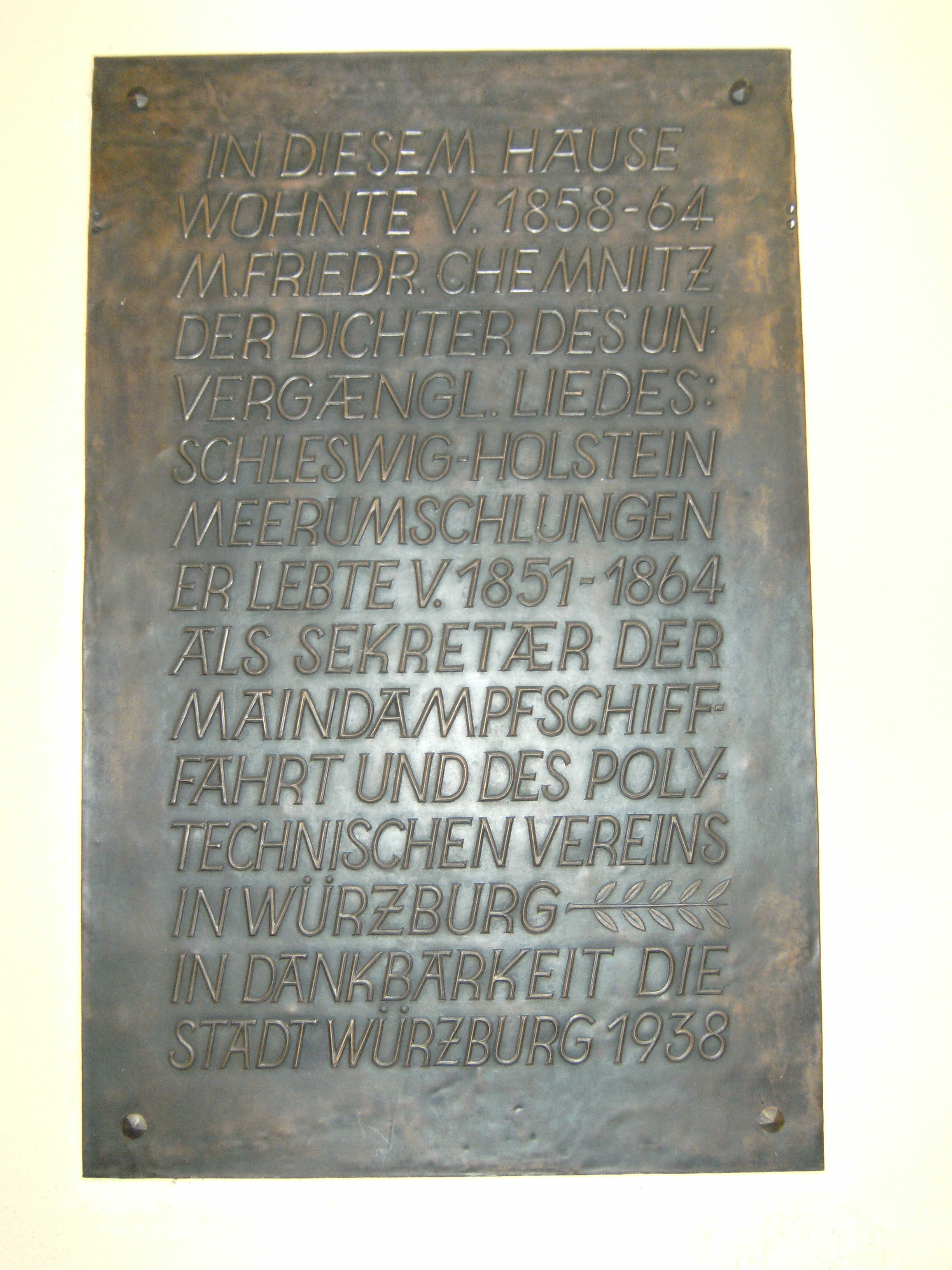
Würzburg, Maulhardgasse 2/Ecke Katharinengasse/Eingang Kaufhof: Gedenktafel an Matthäus Friedrich Chemnitz, der den Liedtext zum Schleswig-Holstein-Lied schrieb.

Nach der Schlacht bei Idstedt am 25. Juli 1850 floh Chemnitz nach Hamburg, wurde Redakteur der Hamburger Nachrichten und bearbeitete dort schleswig-holsteinisch-skandinavische Themen.
Von Hamburg zog er nach Würzburg. Von 1851 bis 1854 war er Sekretär der Main-Dampfschiffahrtsgesellschaft, von 1855 bis 1864 Sekretär des Polytechnischen Vereins, eines 1806 gegründeten und ab 1818 mit der beruflichen Aus- und Weiterbildung von Handwerkern beauftragten Kulturinstituts in Würzburg. Dort wohnte er von 1858 bis 1864 in der Maulhardgasse 2.

### Rückkehr nach Uetersen, Altona

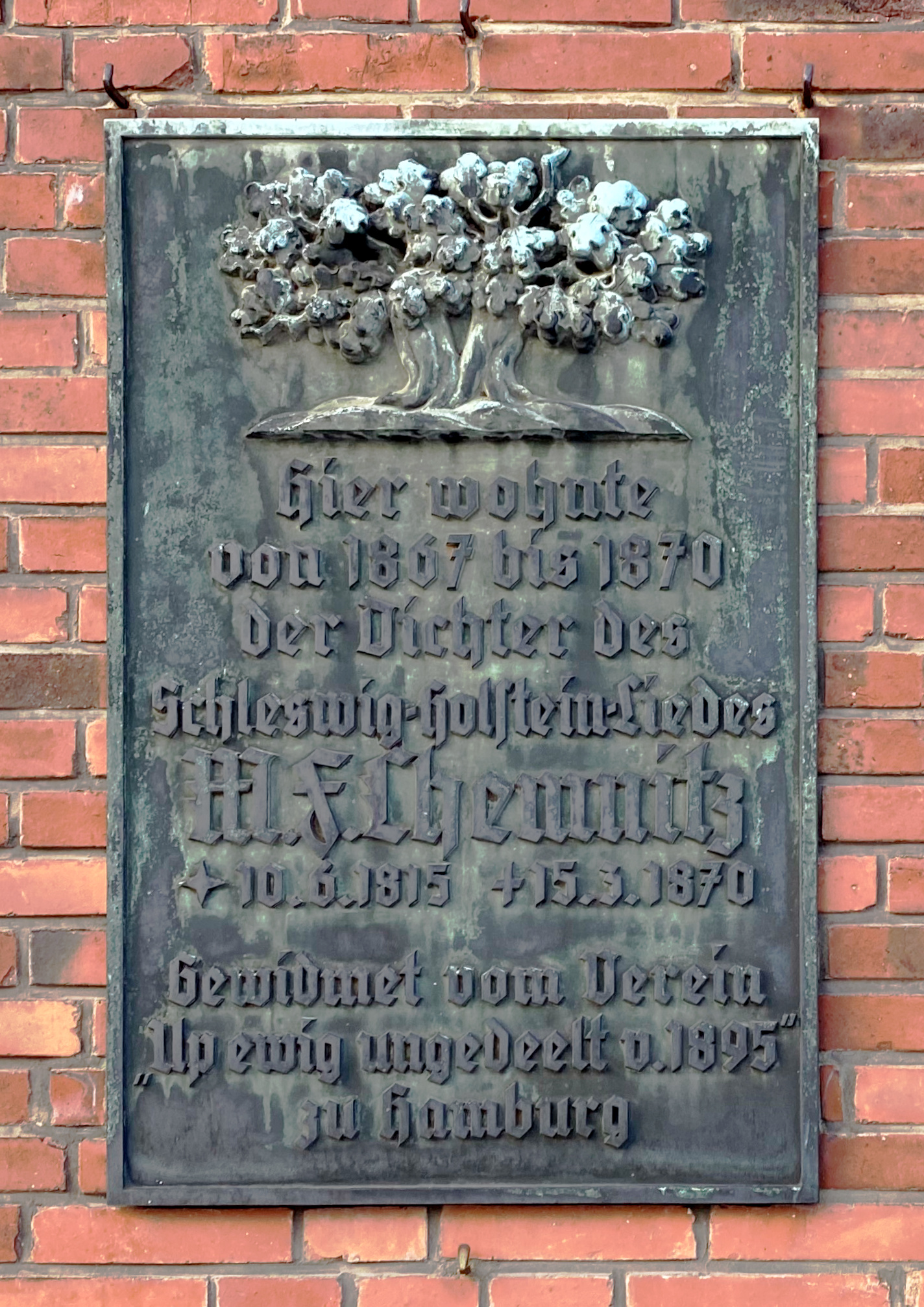
Gedenkplakette am letzten Wohnort von Chemnitz in Altona

Nach dem Deutsch-Dänischen Krieg kehrte Chemnitz 1864 nach Schleswig-Holstein zurück. Zunächst war er Amtsvogt in Uetersen und nach dem Deutschen Krieg von 1866 ab 1867 Amtsrichter im nun preußischen Altona. Dort wohnte er bis zu seinem Tod mit nicht einmal 54 Jahren am 15. März 1870 in der Wilhelmstraße. Das Haus wurde 1943 zerstört und nach dem Krieg durch einen Neubau ersetzt, die Wilhelmstraße wurde 1951 in Chemnitzstraße umbenannt. Chemnitz’ Grabstätte auf dem Friedhof Norderreihe hat sich erhalten. Auch in Barmstedt wurde die Straße seines Geburtshauses in Chemnitzstraße umgetauft.

## Aussprache
Die Familie Chemnitz legte großen Wert darauf, dass ihr Name lautgetreu ausgesprochen wurde (also nicht Kemnitz und nicht Schemnitz), obwohl der Name ursprünglich Kemnitz geschrieben und wohl auch so gesprochen wurde.

## Gedenkstätten
- Chemnitz-Bellmann-Denkmal (1896) an der Schützenkoppel in Schleswig (an der Stelle, wo das Lied zuerst gesungen wurde) von Paul Peterich
- Chemnitz-Denkmal in Uetersen von 1908 in der Seminarstraße, gegenüber der Ludwig Meyn Schule
- Umbenennung der Straße seines Barmstedter Geburtshauses in Chemnitzstraße. Dauerausstellung im Humburg-Haus in der Chemnitzstraße, das dem Geburtshaus gegenüberlag.
- Chemnitz-Denkmal in Barmstedt
- Gedenktafel in Würzburg, Maulhardgasse 2/Ecke Katharinengasse/Eingang Kaufhof.
- Gedenktafel von 1936 des Vereins „Up ewig ungedeelt v. 1895“ („Hier wohnte von 1867 bis 1870 der Dichter des Schleswig-Holstein-Liedes“) am Haus Chemnitzstraße 75 in Hamburg-Altona.
- Chemnitz-Grabstein im ehemaligen Friedhof Norderreihe, heute Wohlers Park, in Hamburg-Altona, bei der Johanniskirche. In unmittelbarer Nähe sind dort auch die Grabstätten für die deutschen Bundestruppen 1864–1866 sowie Militair Gravsted for den tidligere Garnison i Altona.
- Chemnitz-Bellmann-Brunnen (1909) von Hermann Hausmann (1865–1907) und Otto Stichling (1866–1912) an der Stützmauer der Rainvilleterrasse in Hamburg-Ottensen[2]
- Gedenktafel im Treppenhaus des Hauses Stadtweg 51 in Schleswig (befand sich früher außen am Haus): "In diesem Hause dichtete M.F.Chemnitz das Schleswig-Holstein-Lied im Jahre 1844. Gestiftet vom Schleswiger Gesangverein im Jahre 1899."

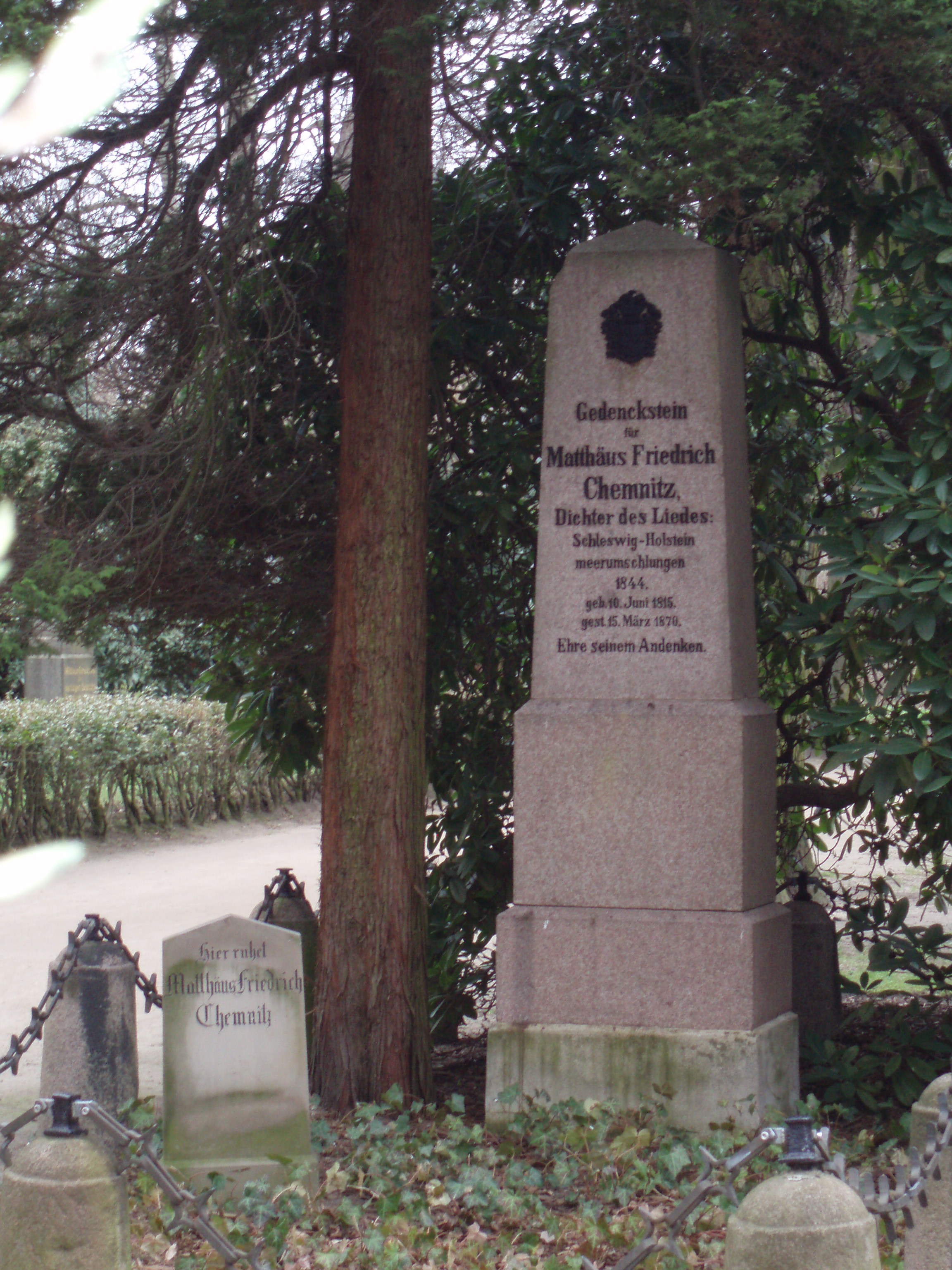
Gedenkstein Grabstätte Wohlerspark Hamburg
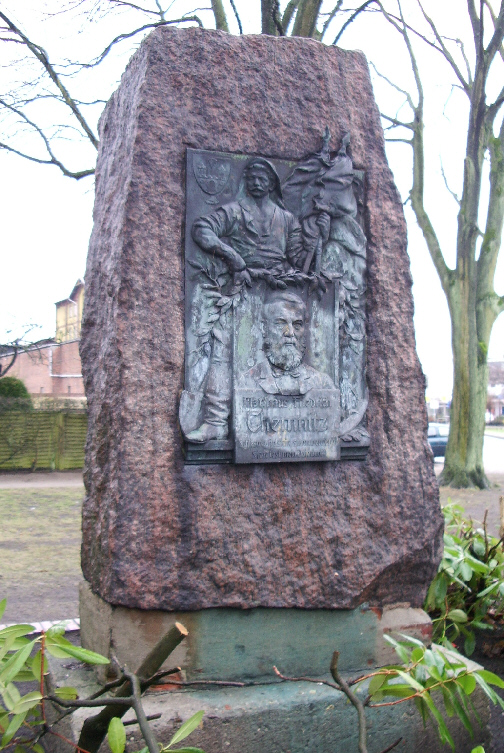
Chemnitz-Denkmal in Uetersen
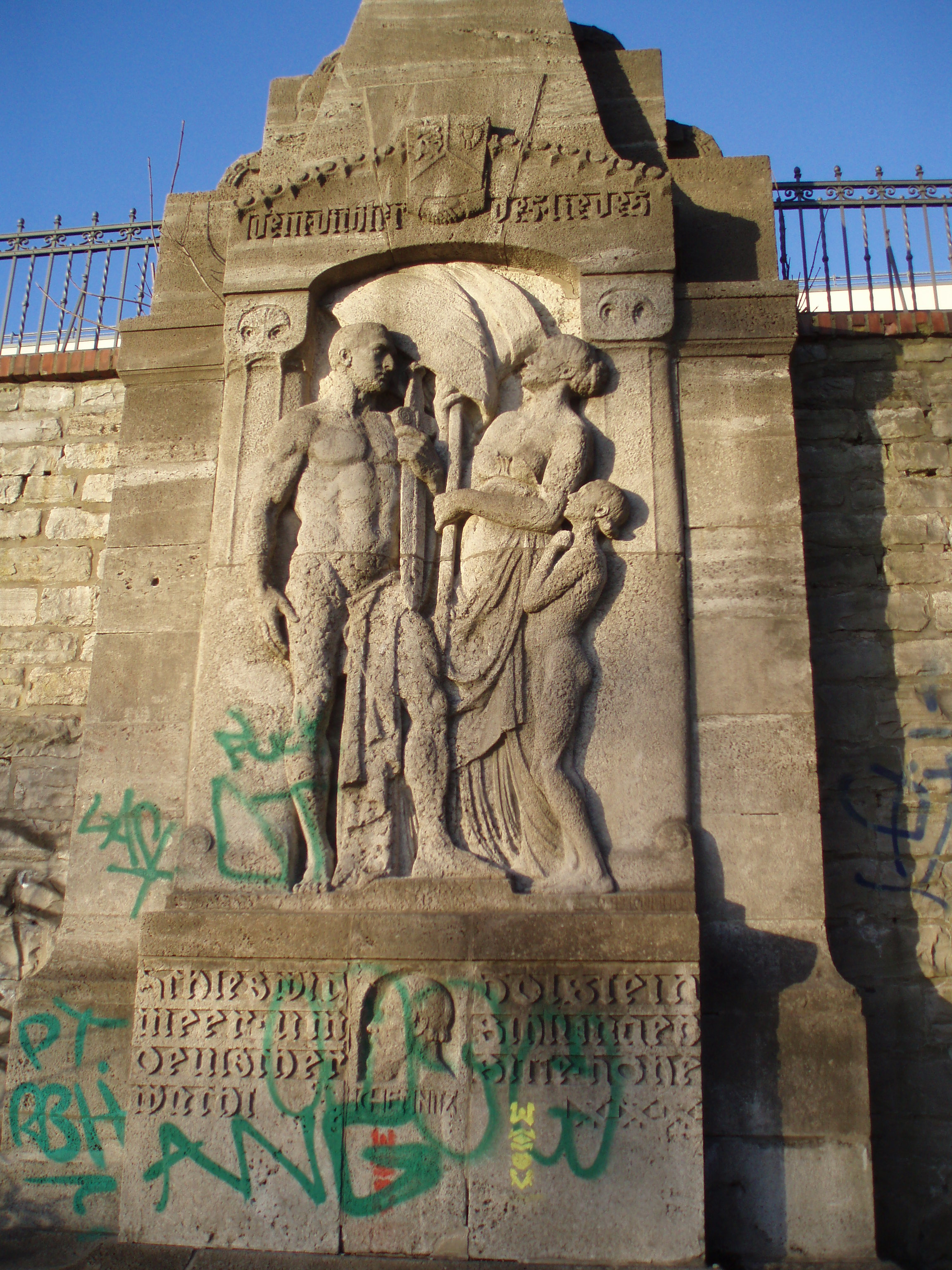
Chemnitz-Bellmann-Brunnen, 1909, Rainvilleterrasse, Hamburg-Ottensen